# 페르시안
페르시안(Persian cat)은 고양이의 한 품종이다. 털이 긴 고양이의 대표이다. 몸 전체에 가늘고 긴 털이 풍성하고 흰색, 검은색, 회색 등 털 색깔이 다양하다. 성격은 조용하고 울음소리가 작으며 온순한 편이다.

## 기원 및 역사
18세기 초 유럽에 처음 전해졌지만 확실한 기원은 알려져 있지 않다. 16세기 아시아에서 페르시아에 터키의 앙카라에서 온 장모종 고양이가 전해졌다는 기록이 남아있긴 하지만 이것 역시 구마인 선조라는 설이 있다. 
이란의 옛 나라인 페르시아 제국의 상형문자에 나타난 것에 의하면 사막을 이동하며 무역을 하던 캐러밴들이 무역상품에 긴 털을 가진 고양이가 포함되어 있었고 고양이의 기원지에 따라 이름을 ‘페르시안’이라 불렀다. 이 상형문자에 나온 고양이가 현재의 페르시아고양이의 선조라면 기원은 B.C 1524년보다 훨씬 이전의 일일 것으로 추정된다. 18세기 유럽에 전해진 이후 1899년 영국에서 고양이쇼에 등장하였고, 19세기 말 미국으로 전해졌다.

## 전설
페르시아 구전 서사집, KUSHNAMEN(쿠쉬나메)에는 페르시아 왕자와 신라 공주의 사랑 이야기가 기록되어 있다. 페르시아 왕자 아브틴은 아랍의 공격으로 나라를 잃게 되고, 훗날을 기약하며 신라 왕국으로 망명하게 된다. 신라 왕 타이후르는 아브틴 왕자를 너그럽게 받아들였고, 페르시아 왕국과 신라 사이에는 굳건한 연대가 형성되었다. 타이후르 왕은 늘 재색을 겸비한 자신의 딸, 파라랑 공주에 대한 칭찬을 아끼지 않았다. 아브틴 왕자는 파라랑 공주와 혼인을 하고 싶었으나, 타이후르 왕은 이방인과의 혼인을 달가워하지 않았다. 그는 자신의 딸 30명 중 파라랑 공주를 아무런 정보 없이 찾아낸다면 혼인을 허락하겠다고 제안한다. 아브틴 왕자는 자신이 기르던 페르시아고양이를 파라랑 공주에게 선물하였다. 파라랑 공주는 처음 보는 페르시아고양이의 아름다움에 지극 정성으로 돌보며 아꼈다. 그리고 몇 일 뒤 파라랑 공주를 찾아야 하는 날, 아브틴은 공주들이 입은 옷 중에서 하얗고 긴 고양이 털이 묻어있는 공주를 선택했다. 그녀는 바로 파라랑 공주였고, 타이후르 왕은 약속대로 파라랑 공주와의 결혼을 허락하였다.

## 외형적 특성
긴 털을 가진 장모종의 대표적인 품종으로 털이 가늘고 길고 풍성하다. 털에서는 부드러운 감촉과 윤기가 나는데 목과 가슴에 장식털이 많다. 털의 색깔과 무늬의 모양에 따라 페르시안고양이의 종류를 구분하는데 매우 다양하다. 털이 길어 커 보이지만 실제로 체형은 중간 정도이며 튼튼하다. 다리는 굵고 짧은 편이며 꼬리 역시 굵고 짧지만 털이 매우 길고 풍성하게 나 있다. 얼굴은 다른 품종과는 다르게 넓고 둥글며 뺨은 볼록하다. 두 눈 사이의 간격은 멀고 눈 모양은 둥글고 크다. 코는 폭이 넓고 짧은데 일부 페르시안고양이는 코가 위로 들려있는 들창코 모양인 경우도 있다 그런 경우를 페키 페이스 페르시안 이라고 부르고 그렇지 않으면 페르시안 클레식 또는 돌 페이스 페르시안 이라고 부른다.
페르시안친칠라라는 페르시안에서 갈라져 나온 품종이 있다.